# Циклово
Циклово е село в Западна България. То се намира в община Бобошево, област Кюстендил.

## География
Село Циклово се намира в планински район. Разположено в малка котловина, оградено от борова гора. Малкото селце се намира на 5 – 6 км от село Висока Могила, което се намира в близост до град Бобошево. До селото има няколко пътя, единят път вече почти не се използва е през село Каменик.

## Население
Численост и дял на етническите групи според преброяването на населението през 2011 г.:
|                     | Численост | Дял (в %) |
| Общо                | 4         | 100,00    |
| Българи             | 4         | 100,00    |
| Турци               | 0         | 0,00      |
| Цигани              | 0         | 0,00      |
| Други               | 0         | 0,00      |
| Не се самоопределят | 0         | 0,00      |
| Неотговорили        | 0         | 0,00      |